# Vạn Võ
Vạn Võ (sinh năm 1950) là MC talk show người Mỹ gốc Việt từng tranh cử trong cuộc bầu cử bãi nhiệm thống đốc California năm 2003.
Võ vốn là một đảng viên Cộng hòa và người chống Cộng kiên quyết đến mức được mệnh danh là "Rush Limbaugh của Little Saigon", nhờ chương trình phát thanh của ông mang tên "Living in America" (Đài Phát Thanh Sống Trên Đất Mỹ); tính đến năm 2003, đây là chương trình trò chuyện trên đài phát thanh tiếng Việt dài nhất ở California. Chương trình này được sản xuất tại Garden Grove, California và phát sóng trên một số đài, bao gồm KXMX ở Anaheim, các ngày trong tuần từ 6 giờ chiều đến 6 giờ sáng và cả ngày Thứ Bảy và Chủ Nhật.
Chương trình của Võ được phát sóng khi ông quyết định tham gia cuộc bầu cử bãi nhiệm chức thống đốc bang California trên cương vị là đảng viên Cộng hòa vào năm 2003. Vận động tranh cử chủ yếu ở gần nhà của ông tại Garden Grove (nhưng cũng thực hiện các chuyến đi đến San Francisco và San Jose), Võ đã nhận được 7.226 phiếu bầu (với 48% số phiếu bầu cho ông đến từ Quận Cam), kết thúc ở vị trí thứ 13.
Võ chuyển đến sinh sống ở Las Vegas và chương trình phát thanh của ông hiện đã có mặt trên mạng Internet.